# Tosio Kato
Tosio Kato (加藤 敏夫, Katō Toshio, Kanuma, 25 de agosto de 1917 — Oakland (Califórnia), 2 de outubro de 1999) foi um matemático japonês. Trabalhou com equações diferenciais parciais, física matemática e análise funcional.
Kato estudou física e concluiu sua graduação em 1941 na Universidade Imperial de Tóquio. Após o fim da Segunda Guerra Mundial, concluiu seu doutorado em 1951 pela Universidade de Tóquio, onde se tornou professor em 1958. A partir de 1962, começou a trabalhar como professor na Universidade da Califórnia em Berkeley, nos Estados Unidos.
Muitas de suas obras estão relacionados à física matemática. Em 1951, Kato demonstrou que Hamiltonianos para potenciais (singulares) realistas são auto-adjuntos. Ele lidou também com equações de evolução não-linear, com a equação de Korteweg-de Vries e com as soluções da equação de Navier-Stokes. Kato é conhecido também pelo seu influente livro Perturbation theory of linear operators, publicado pela Springer-Verlag.
Em 1980, ele recebeu da AMS e da SIAM o  prêmio Norbert Wiener de Matemática Aplicada. Em 1970, realizou uma palestra no Congresso Internacional de Matemáticos, em Nice, referente a teoria do espalhamento e perturbação no espectro contínuo.

## Publicações
- Perturbation theory of linear operators. Principles of Mathematical Sciences, Springer-Verlag, 1966, 1976.
- A short introduction to the perturbation theory of linear operators. Springer-Verlag 1982.